# Murray Dowey
Murray Albert Dowey (* 3. Januar 1926 in Toronto, Ontario; † 26. Mai 2021 ebenda) war ein kanadischer Eishockeytorwart. Bei den Olympischen Winterspielen 1948 gewann er als Mitglied der kanadischen Nationalmannschaft die Goldmedaille.   

## Karriere
Murray Dowey begann seine Karriere als Eishockeytorwart bei den Birchcliff Midgets in der Juniorenmeisterschaft der Toronto Hockey League (TOHL) und spielte ab 1944 für die Toronto Tip Top Tailors. Zudem absolvierte er ein Spiel für die Toronto Marlboros aus der Junior Ontario Hockey Association (JOHA). Im Jahr 1945 spielte er parallel für die Toronto Army Daggers aus der Senior Ontario Hockey Association (SOHA) und die Toronto Army Shamrocks aus der TOHL. Im Jahr 1946 kehrte er zu den Tip Top Tailors zurück.
Von 1946 bis 1948 stand Dowey bei den Toronto Barkers in der TOHL zwischen den Pfosten. Nach den Olympischen Winterspielen 1948 kehrte er für ein Jahr zu den Toronto Barkers zurück, ehe er eine Spielzeit bei deren Ligarivalen Toronto Staffords verbrachte. 

### International
Für Kanada nahm Dowey an den Olympischen Winterspielen 1948 in St. Moritz teil, bei denen er mit seiner Mannschaft die Goldmedaille gewann. Während des Turniers hatte er einen Gegentorschnitt von 0.62 pro Spiel. Besser war seither kein anderer Torwart bei Olympischen Winterspielen.

## Erfolge und Auszeichnungen
- 1948 Goldmedaille bei den Olympischen Winterspielen